# Acropora subulata
Acropora subulata là một loài san hô trong họ Acroporidae. Loài này được Dana mô tả khoa học năm 1846.